# 12248 Russellcarpenter
12248 Russellcarpenter eller 1988 RX12 är en asteroid i huvudbältet som upptäcktes den 14 september 1988 av den amerikanska astronomen Schelte J. Bus vid Cerro Tololo. Den är uppkallad efter James Russell Carpenter.
Den tillhör asteroidgruppen Eos.